# 王元凱
王元凱（？—？），字堯卿，陝西西安府盩厔縣人，民籍，明朝政治人物。

## 生平
陝西鄉試第二十三名舉人。正德六年（1511年）中式辛未科會試第□名，登第二甲第三十七名進士。本年八月选授兵科给事中，疏救户部郎中王崇庆，後乞致仕归。

## 著作
《天地正氣編》、《蟬噪録》、《南遊小稿》、《庸玉録》。

## 家族
曾祖王榮，贈知府；祖父王璽，曾任知府，封右通政；父王傅，曾任太僕寺卿。母趙氏（封恭人）。慈侍下。弟王元正（同科進士）、王元亨（贡士）。